# زغبورة متباينة الأطراف
زغبورة متباينة الأطراف (الاسم العلمي:Stigmella heteromelis) هي نوع من الحشرات تتبع جنس الزغبورة من فصيلة السليلات.